# Communauté de communes Opale sud
La communauté de communes Opale sud (CCOS) est une ancienne communauté de communes française, située dans le département du Pas-de-Calais et la région Nord-Pas-de-Calais, arrondissement de Montreuil.
En janvier 2017, la communauté d'agglomération des Deux Baies en Montreuillois est créée par la fusion transformation des trois communauté de communes du Montreuillois, Opale Sud et Mer et Terres d'Opale en communauté d'agglomération.

## Historique
Le District de Berck, regroupant alors les communes de Airon-Notre-Dame, Airon-Saint-Vaast, Berck-sur-Mer, Conchil-le-Temple, Groffliers, Rang-du-Fliers, Verton, Waben, a été créé par arrêté préfectoral du 23 décembre 1964. Il était notamment compétent en matière de gestion de l’eau.
En 1974, Verton a quitté le District et, fin 1995, la commune de  Tigny-Noyelle l'a rejoint.
Le district s'est transformé le 1er janvier 2002 en communauté de communes, qui regroupe désormais, avec l’adhésion à cette date de  Verton et de Colline-Beaumont,  10 communes.

## Territoire communautaire

### Composition
La communauté de communes est composée des communes suivantes :
| Nom               | Code Insee | Gentilé      | Superficie (km2) | Population (dernière pop. légale) | Densité (hab./km2) |
| ----------------- | ---------- | ------------ | ---------------- | --------------------------------- | ------------------ |
| Airon-Notre-Dame  | 62015      | Aironnois    | 5,05             | 210 (2014)                        | 42                 |
| Airon-Saint-Vaast | 62016      | Aironnois    | 5,92             | 192 (2014)                        | 32                 |
| Berck             | 62108      | Berckois     | 14,88            | 14 543 (2014)                     | 977                |
| Colline-Beaumont  | 62231      | Collinois    | 4,60             | 135 (2014)                        | 29                 |
| Conchil-le-Temple | 62233      | Conchilois   | 16,72            | 1 129 (2014)                      | 68                 |
| Groffliers        | 62390      | Groffliérois | 8,09             | 1 472 (2014)                      | 182                |
| Rang-du-Fliers    | 62688      | Rangeois     | 10,47            | 4 189 (2014)                      | 400                |
| Tigny-Noyelle     | 62815      | Tygniens     | 6,76             | 172 (2014)                        | 25                 |
| Verton            | 62849      | Vertonnois   | 11,06            | 2 336 (2014)                      | 211                |
| Waben             | 62866      | Wabeniens    | 8,99             | 425 (2014)                        | 47                 |

## Administration

### Siège
Le siège de l'intercommunalité est à Berck, 442, rue de l'Impératrice.

### Élus
La communauté d'agglomération est administrée par son Conseil communautaire, composé de conseillers municipaux représentant chacune des 10 communes membre.
Pour le mandat 2014-2020, le conseil communautaire est composé de 38 membres, à raison d'un délégué pour les petites communes, 2 pour Conchil-le-Temple, 3 pour Groffliers, 4 pour Verton, 7 pour Rang-du-Fliers et 17 pour Berck-sur-Mer.
Le Conseil communautaire du 16 avril 2014 a élu son nouveau président, Bruno Cousein, maire de  Berck, ainsi que ses vice-présidents, qui sont : 
1. M. Claude Coin, maire du Rang-du-Fliers, délégué aux finances et au développement économique ;
2. Joël Lemaire, maire de Verton, chargé des travaux et moyens matériels, de la gestion des aires d’accueil pour les gens du voyage, de la communication et des technologies de l’information ;
3. Claude Vilcot, chargé des équipements culturels et d’enseignement - évènementiel ;
4. Pierre-Georges Dachicourt, chargé de l'aménagement du territoire, de la politique du logement et du cadre de vie ainsi que de la défense contre la mer ;
5. Jean-Claude Gauduin, maire de Waben, chargé de l'environnement, ainsi que de la collecte et valorisation des ordures ménagères ;
6. Alain Delorme, maire de Conchil-le-Temple, chargé de l'assainissement collectif et non collectif ainsi que des eaux pluviales ;
7. Sébastien Bethouard, maire d'Airon-Saint-Vaast, chargé de l'action sociale et des ressources humaines ;
8. Gérard Jegou, maire de Colline-Beaumont,chargé des équipements et du développement du sport ainsi que de la santé[2],[3].

Ensemble, ils forment l'exécutif de la communauté pour le mandat 2014-2020.

### Liste des présidents
| Période | Période | Identité             | Étiquette        | Qualité                           |
| ------- | ------- | -------------------- | ---------------- | --------------------------------- |
| 2001    | 2008    | Bruno Cousein        | UMP              | Maire de Berck                    |
| 2008    | 2014    | Jean Marie Krajewski | Parti socialiste | Maire de Berck                    |
| 2014    | 2016    | Bruno Cousein        | UMP              | Maire de Berck Conseiller général |

### Compétences
L'intercommunalité exerce les compétences qui lui sont déléguées par les communes membres. Il s'agit notamment  : 
- de l'aménagement de l'espace communautaire
- des actions de développement économique
- de l'assainissement (collectif et non collectif)
- des déchets
- des actions de réhabilitation de l'habitat
- de l'accueil des gens du voyage

## Pour approfondir